# CCR MSVia
A  Concessionária de Rodovia Sul-Matogrossense S.A.,  mais conhecida como Motiva Pantanal, é uma concessionária de rodovias brasileira fundada em 2014, responsável pela gestão de 845,4 quilômetros da BR-163 no trecho sul-mato-grossense, entre as cidades de Mundo Novo, na divisa com o estado do Paraná ao Sul, e  Sonora, na divisa com o Mato Grosso ao Norte. Seu controle acionário pertence ao Grupo Motiva. Seu número de apoio é 0800 648 0163
A concessão para administrar e conservar a Rodovia BR-163 por 30 anos foi obtida em leilão realizado em dezembro de 2013. O contrato de concessão foi assinado em 12 de março de 2014, e a concessionária assumiu a responsabilidade pela administração, manutenção, recuperação e outras melhorias na BR-163, no trecho sul-mato-grossense, entre a divisa com o estado do Paraná e a divisa com o Mato Grosso.

## Cidades abrangidas
O percurso do trecho sob concessão compreende 21 municípios localizados no Mato Grosso do Sul. São eles:
- Sonora
- Pedro Gomes
- Coxim
- Rio Verde de Mato Grosso
- São Gabriel do Oeste
- Camapuã
- Rochedo
- Bandeirantes
- Jaraguari
- Campo Grande
- Sidrolândia
- Nova Alvorada do Sul
- Rio Brilhante
- Douradina
- Dourados
- Caarapó
- Juti
- Naviraí
- Itaquiraí
- Eldorado
- Mundo Novo

## Praças de pedágio
São nove as praças de pedágio ao longo do trecho concedido à CCR MSVia. Elas estão situadas nos seguintes pontos:
| Pedágio | km    | UF | Localidade/Município     | Sentido      |
| ------- | ----- | -- | ------------------------ | ------------ |
| 9       | 817,8 | MS | Pedro Gomes              | Bidirecional |
| 8       | 703,5 | MS | Rio Verde de Mato Grosso | Bidirecional |
| 7       | 603,4 | MS | São Gabriel do Oeste     | Bidirecional |
| 6       | 533,8 | MS | Jaraguari                | Bidirecional |
| 5       | 432,1 | MS | Campo Grande             | Bidirecional |
| 4       | 313,7 | MS | Rio Brilhante            | Bidirecional |
| 3       | 227,9 | MS | Caarapó                  | Bidirecional |
| 2       | 113,2 | MS | Itaquiraí                | Bidirecional |
| 1       | 28,2  | MS | Mundo Novo               | Bidirecional |

## Tarifas do pedágio
Atualmente os  valores das tarifas são:
- Automóvel, caminhonete, furgão (2 eixos e rodagem simples): R$ 7,40
- Caminhão leve, ônibus, caminhão trator e furgão (2 eixos e rodagem dupla): R$ 14,80
- Automóvel com Semirreboque e caminhonete com semi-reboque (3 eixos e rodagem simples): R$ 11,10
- Caminhão, caminhão-trator, caminhão-trator com Semirreboque e ônibus (3 eixos e rodagem dupla): R$ 22,20
- Automóvel com reboque e caminhonete com reboque (4 eixos e rodagem simples): R$ 18,50
- Caminhão com reboque e caminhão trator com semirreboque (4 eixos e rodagem dupla): R$ 29,60
- Caminhão com reboque e caminhão trator com semirreboque (5 eixos e rodagem dupla): R$ 37,00
- Caminhão com reboque e caminhão trator com semirreboque (6 eixos e rodagem dupla): R$ 44,40
- Motocicleta, motoneta e bicicleta a motor: R$ 3,70

*Tarifas atualizadas em 14 de setembro de 2016